# Tiesselingskerke
Tiesselingskerke (of  Tieselijns, Tieselenskerke) was een kerkdorp in de Tieselijnswaard, onderdeel van de Grote Waard in wat tegenwoordig de Nederlandse provincie Zuid-Holland is. Het dorpje is vermoedelijk vergaan tijdens de Sint Elisabethsvloed van 1421.

## Geschiedenis
De kerk van Tieselingskerke werd gesticht door ene Tieselin, deze bouwde hem vermoedelijk als privébezit. Vanaf 1122 werd de kerkparochie aan het bisdom Utrecht geschonken en in 1126 werd zij ondergebracht bij het kapittel van Sint Pieter. In 1339 gaf Jan II van Polanen de Tieselijnswaard voor 1000 zwarte tournooise ponden te renteleen aan zijn oom Willem van Duvenvoorde, daarvoor was het een bruidsgoed van Willem VI van Gulik door zijn huwelijk met een dochter van Willem III van Holland. Het dorp met kerk was vóór 1421 gelegen in de Tieselenswaard in het ambacht Oudeland. In het zuiden stroomde de Oude Maas en in het westen het riviertje de Dubbel. Na de Elisabethsvloed veranderde zowel de Maas, die een andere loop kreeg door middel van nieuwe inpoldering in de 17e eeuw, als de Dubbeld in een modderpoel en drassig land. Wat er met de kerk en de bevolking gebeurd is, is onbekend.
De kruising van de A16 en de N217 op het Eiland van Dordrecht wordt gezien als de mogelijke locatie van Tiesselingskerke.